# Conus antoniomonteiroi
Espèce
Statut de conservation UICN

 LC  : Préoccupation mineure
Conus antoniomonteiroi est une espèce de mollusques gastéropodes marins de la famille des Conidae.
Comme toutes les espèces du genre Conus, ces escargots sont prédateurs et venimeux. Ils sont capables de « piquer » les humains et doivent donc être manipulés avec précaution, voire pas du tout.

## Description
La taille de la coquille varie entre 15 mm et 26 mm.

## Distribution
Cette espèce est présente dans l'océan Atlantique au large de l'île de Sal, Cap-Vert. 

### Niveau de risque d’extinction de l’espèce
Selon l'analyse de l'UICN réalisée en 2011 pour la définition du niveau de risque d'extinction, cette espèce est endémique aux îles du Cap-Vert où elle se trouve au large de la côte est de l'île de Sal. Bien que cette espèce soit très restreinte dans son aire de répartition et actuellement relativement rare sur le marché, il n'y a pas de menaces significatives connues et donc aucune mesure de conservation connue actuellement en place pour cette espèce. L'espèce est considérée comme étant de préoccupation mineure, bien qu'elle ait une aire de répartition restreinte. Une réévaluation de la conservation serait nécessaire, s'il y avait un changement du statut qui est basé sur le fait qu'il n'y a pas de menaces connues ni de plans futurs de développement.

## Taxonomie

### Publication originale
L'espèce Conus antoniomonteiroi a été décrite pour la première fois en 1990 par le malacologiste espagnol Emilio Rolán Mosquera (d) (1935-) dans la publication intitulée « Iberus »,.

### Synonymes
- Africonus antoniomonteiroi (Rolán, 1990) · appellation alternative
- Conus (Lautoconus) antoniomonteiroi Rolán, 1990 · appellation alternative

## Identifiants taxonomiques
Chaque taxon catalogué par les bases de données biologiques et taxonomiques possède un identifiant qui permet d'établir un point de référence. Les identifiants de Conus antoniomonteiroi dans les principales bases sont les suivants :
CoL : XWWL - GBIF : 5728290 - iNaturalist : 150311 - IRMNG : 10809381 - TAXREF : 153738 - UICN : 192381 - 